# أجسام نشوية

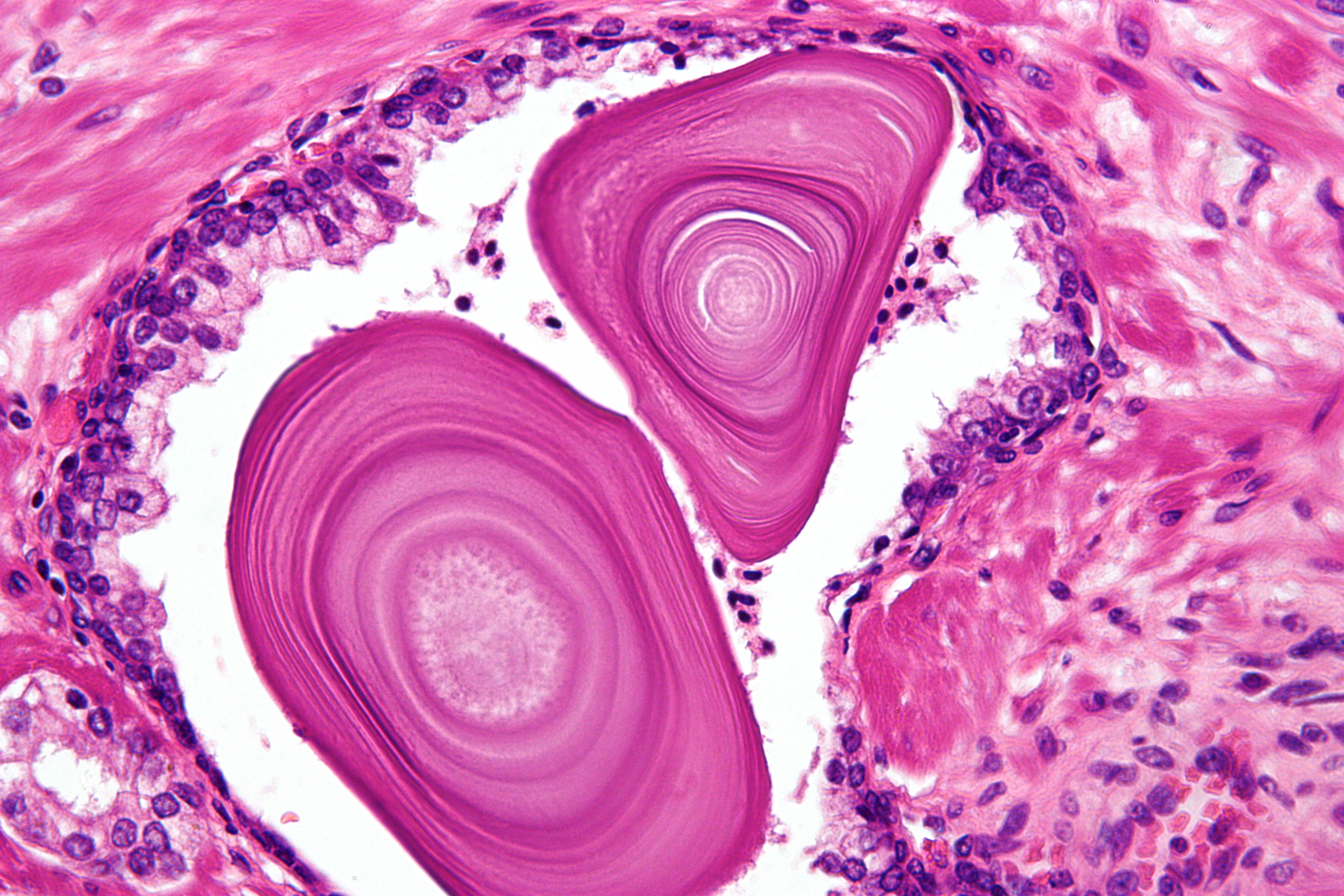
صورة مجهرية لـ الأجسام النشوية في الغدد البروستاتية الحميدة. صبغة الهيماتوكسيلين والأيوزين.

الأجسام النشوية، التي تُعرف أيضًا بالحصيات البروستاتية، هي كتل هيالينيَّة صغيرة مجهولة الأهمية تتواجد في غدة الموثة والخلية الدبقية والسنخ الرئوي. وهي مشتقة من الخلايا الفاسدة أو الإفرازات الكثيفة وتحدث بصورة متكررة عند التقدم في السن. فعلى الرغم من عدم معرفة أهميتها، إلا أنها يمكن أن تُستخدم لتحديد هذه الأعضاء من خلال المجهر.
ففي البروستاتا، عادة ما تظهر تلك الأجسام في الغدد الحميدة؛ رغم أن وجودها لا يمكن أن يستخدم لاستبعاد وجود السرطان.